# Compromiso de Misuri

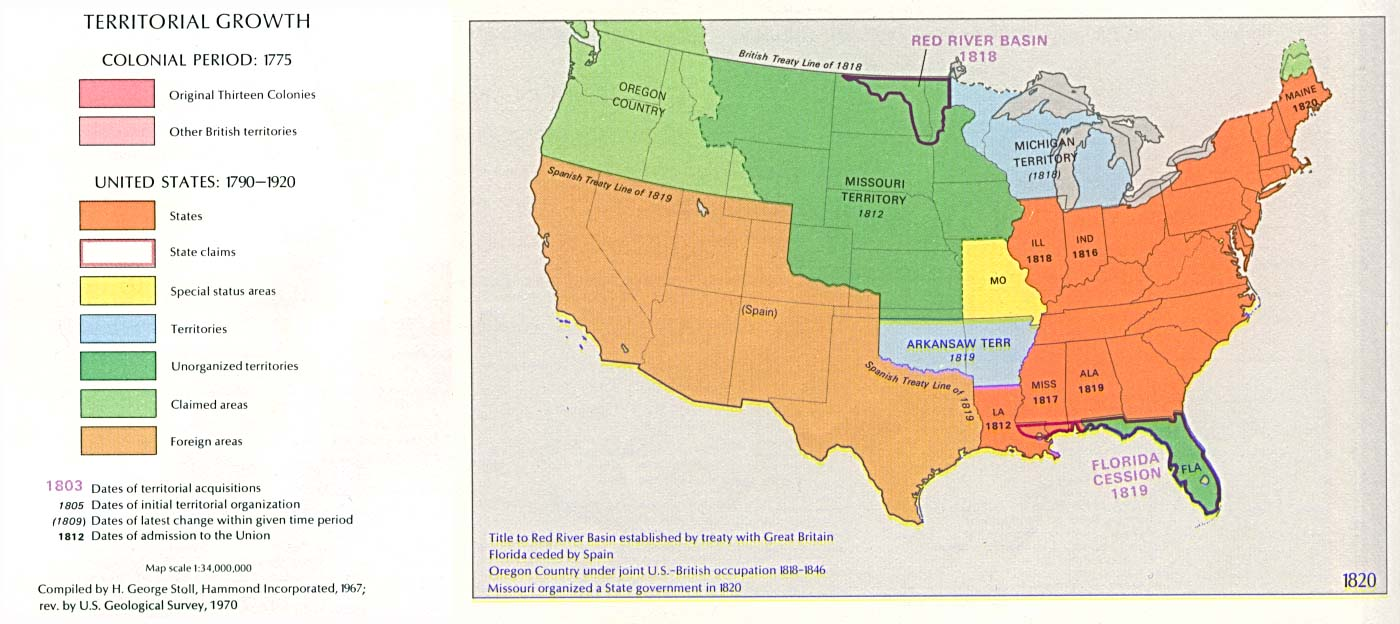
Los Estados Unidos en 1819. El Compromiso de Misuri estableció la prohibición de la esclavitud en los territorios occidentales (color verde) al norte del paralelo 36º 30' con excepción del estado de Misuri (amarillo), y la permitía al sur, en los futuros estados del Territorio de Arkansas (azul claro).

El Compromiso de Missouri, también llamado Compromiso de 1820, fue un acuerdo tomado en 1820 entre los representantes de los estados esclavistas y abolicionistas en el Congreso de los Estados Unidos en relación con la regulación de la esclavitud en los territorios occidentales, que en un futuro se convertirían en estados, para mantener la mayoría, o la igualdad al menos, del número de estados contrarios a la esclavitud, existente desde la creación de los Estados Unidos hasta entonces.
El compromiso surge de la necesidad de mantener el equilibrio que entonces había entre los 11 estados no esclavistas (Nuevo Hampshire, Massachusetts, Connecticut, Rhode Island, Nueva York, Nueva Jersey, Pensilvania, fundadores; y Vermont, Ohio, Indiana e Illinois, incorporados), y los otros 11 esclavistas (Maryland, Delaware, Virginia, Carolina del Norte, Carolina del Sur, Georgia, fundadores; y Kentucky, Tennessee, Misisipi, Luisiana y Alabama, incorporados), al discutir en 1819 la ley de admisión del nuevo estado de Misuri, esclavista, que desequilibraría la composición del Senado (cada estado tenía y tiene dos representantes, con independencia de su población), en favor de los estados esclavistas. En el congreso no había ese equilibrio por ser sus representantes elegidos proporcionalmente a la población, más numerosa en los estados del norte.
La solución negociada a la que se llegó, al año siguiente, el 2 de marzo de 1820, debida a la propuesta del senador de Kentucky, Henry Clay, el Gran Pacificador, consistió en admitir el estado de Misuri, a la vez que el estado de Maine, (segregado de Massachusetts), como estado no esclavista.
También, y para mantener en el futuro el equilibrio entre estados de uno y otro tipo, se acordó el establecimiento de una línea divisoria, definida por el paralelo 36º 30', como límite futuro de los estados occidentales esclavistas y abolicionistas. Curiosamente esa línea coincidía con el límite sur del estado recién creado, de Misuri, que pese a estar al N, era un estado esclavista, pero imponía la condición de abolicionista a los futuros estados que se crearían a partir del restante Territorio de Misuri, como Kansas, Nebraska, Dakota del Sur, Montana, etc, comprado a Francia en 1803, como parte de la Luisiana francesa.
La línea del Compromiso de Misuri, tiene una prolongación hacia el E, cerca del Atlántico, en la conocida como la línea Mason-Dixon, con la que en ocasiones se confunde pese a encontrarse más al norte, situada en su tramo más largo en la latitud 39° 43' 20 N, y que delimita la frontera entre Pensilvania (no esclavista) y Delaware (esclavista, pero considerado del norte), con Maryland y el estado de Virginia de entonces (esclavistas).
El Compromiso de Misuri, no fue respetado siempre en la creación de nuevos estados, por la aplicación del principio de soberanía popular, mediante el que sus habitantes o sus representantes, podían decidir sus leyes respecto de la esclavitud. No fue más que una medida parcial que no resolvía el problema de fondo, de la permanencia de la legislación que permitía la esclavitud, lo que a la larga traería graves consecuencias, en la Guerra de Secesión, en 1861.